# Агнія
Агнія — жіноче ім'я. Походить від грец. Ἄγνη, утвореного від ἁγνή — «чиста, непорочна». За іншим тлумаченням — від лат. agnus — «ягня».
Варіанти Агнес, Агнеса походять від латинізованої форми цього імені Agnes.

## Відомі носійки
- Агні Парфене
- Аґнія Ґріґас
- Агнія Барто